# American Teenage Rock 'n' Roll Machine
American Teenage Rock 'n' Roll Machine è il secondo album della rock band statunitense The Donnas, pubblicato nel 1998 dalla Lookout! Records.

## Tracce
1. Rock & Roll Machine – 2:53
2. You Make Me Hot – 2:20
3. Checkin' It Out – 3:13
4. Gimmie My Radio – 2:09
5. Outta My Mind – 2:15
6. Looking for Blood – 1:54
7. Leather on Leather – 2:17
8. Wanna Get Some Stuff – 2:18
9. Speed Demon – 2:01
10. Shake in the Action – 3:03

## Formazione
- Donna A. - voce
- Donna R. - chitarra, voce
- Donna F. - basso, voce
- Donna C. - batteria, percussioni

## Produzione
- Produttori: The Donnas, Romeo Voltage
- Design del layout: C. Sterling Imlay